# Raketsommar
Raketsommar: science fiction i Sverige 1950–1968 är en avhandling om science fiction-litteraturen och dess framväxt i Sverige, skriven av litteraturvetaren Jerry Määttä. Avhandlingen försvarades i oktober 2006 och gavs ut av Ellerströms förlag. Mycket av avhandlingens fokus läggs på att beskriva hur science fiction-litteraturen togs emot av kritiker och läsare, bland annat genom att beskriva den läsarrörelse som växte upp kring litteraturformen.